# Statham Peak
Der Statham Peak ist ein markanter und 1170 m hoher Berg auf der Pourquoi-Pas-Insel in der Marguerite Bay vor der Westküste des Grahamlands auf der Antarktischen Halbinsel. Er ragt am südwestlichen Ende des Perplex Ridge auf.
Das UK Antarctic Place-Names Committee benannte ihn nach 1979 nach dem Meteorologen David Statham (1938–1958) vom Falkland Islands Dependencies Survey (FIDS), der auf den Stationen des FIDS auf Signy Island (1957–1958) und auf Horseshoe Island tätig war, bevor er am 27. Mai 1958 bei einer Exkursion per Hundeschlitten zwischen Horseshoe Island und den Dion-Inseln gemeinsam mit seinen Begleitern Geoffrey Alfred Stride (1927–1958) und Stanley Edward Black (1933–1958) durch eine zu dünne Eisdecke brach und ums Leben kam.